# Eupithecia hyperboreata
Eupithecia hyperboreata là một loài bướm đêm trong họ Geometridae.